# 35270 Molinari
35270 Molinari este un asteroid din centura principală de asteroizi.

## Descriere
35270 Molinari este un asteroid din centura principală de asteroizi. A fost descoperit pe 7 septembrie 1996 la Sormano de Valter Giuliani și Paolo Chiavenna. Asteroidul prezintă o orbită caracterizată de o semiaxă mare de 2,39 ua, o excentricitate de 0,24 și o înclinație de 4,0° în raport cu ecliptica.